# William Peel, 1:e earl Peel
William Robert Wellesley Peel, 1:e earl Peel, född 7 januari 1867, död 28 september 1937, var en brittisk konservativ politiker. Han var son till Arthur Peel, 1:e viscount Peel.
Peel var understatssekreterare för den civila värnplikten 1917–1919 och för krigsärenden 1919–1921 samt kansler för hertigdömet Lancaster 1921–1922. Han var minister för Indien 1922–1924 och 1928–1929 samt storsigillbevarare 1931. Peel var medlem av indiska Round table conference 1930-31 och av Burmakonferensen 1931–1932. Han hade varit parlamentsledamot 1900–1906 och 1909–1912. Sistnämnda år övergick han till överhuset, efter att ha ärvt faderns viscountvärdighet. År 1929 upphöjdes han till earl.